# محامي الف وون
محامي الف وون (بالكورية: 천원짜리 변호사)؛ هو مسلسل تلفزيوني كوري جنوبي، من بطولة نام جونغ مين، كيم جي يون. من تأليف تشوي سو جين وتشوي تشانغ هوان، فاز السيناريو بالجائزة الكبرى في مسابقة السيناريو لعام 2015. عرض على قناة إس بي إس من 23 سبتمبر إلى 11 أكتوبر 2022. كما انه ايضاً متاح على منصة ديزني+ العالمية.

## القصة
يصور المسلسل قصة محام لديه أفضل المهارات لكنه يتقاضى 1000 وون فقط كأتعاب محاميه.

## طاقم
- نام جونغ مين في دور تشون جي هون، بطل القانون[7]
- كيم جي اون في دور بايك ماي ري، مدعية سابقه، تعمل حالياً بمكتب محاماة تشوي جي هون.[8]
- لي ديوك-هوا في دور بايك هيون-مو، محامٍ ومؤسس شركة محاماة كبيرة.[9]
- تشوي داي هوون في دور سيو مين هيوك، المدعي العام.[10]
- بارك جين وو في دور سا ما جانغ، كاتب بمكتب محاماة تشوي جي هون.[11]

### دور داعم
- جو يون هي في دور أوه مين آه، والدة بايك ماي ري.[12]
- ها سونغ كوانغ بدور سيو يونغ جون، محامي من مكتب محاماة بايك هيون مو.[13]
- كيم جا يونغ في دور جو إيول راي، مالكة المبنى الذي استأجره تشون جي هون.[14]
- كيم تشول يون في دور لي ميونغ هو، عميل تشون جي هون المدان بأربع سرقات إجرامية.[15]
- غونغ مين جيونغ في دور نا يي جين، مدعية عام.[16]
- لي تشونغ آه في دور لي جو يونغ، محامية للعدالة (6-8).[17]
- شين دام سو في دور يانغ سانغ دو[18]
- بارك سونغ جون في دور كيم مين جاي، عميل جي-هوون.[19]

## الاستقبال
حقق المسلسل نجاحا كبيرا في كوريا الجنوبية وتلقى اشادة ايجابية من قبل المشاهدين، كما اختير المسلسل كأفضل برنامج تلفزيوني كوري في أكتوبر 2022. نتيجة لسؤال طرحته مؤسسة غالوب كوريا على 1000 شخص فوق سن 18 عن برنامجهم التلفزيوني المفضل، احتل المسلسل المركز الأول بنسبة 6.6٪ من التفضيل. مع ذلك، تلقى انتقادات بسبب التأجيلات المستمرة للحلقات وتقليص عدد الحلقات من 16 حلقة إلى 14 إلى 12 في الأخير.

## المشاهدات
| الموسم | الموسم | رقم الحلقة | رقم الحلقة | رقم الحلقة | رقم الحلقة | رقم الحلقة | رقم الحلقة | رقم الحلقة | رقم الحلقة | رقم الحلقة | رقم الحلقة | رقم الحلقة | رقم الحلقة | المتوسط |
| الموسم | الموسم | 1          | 2          | 3          | 4          | 5          | 6          | 7          | 8          | 9          | 10         | 11         | 12         | المتوسط |
| ------ | ------ | ---------- | ---------- | ---------- | ---------- | ---------- | ---------- | ---------- | ---------- | ---------- | ---------- | ---------- | ---------- | ------- |
|        | 1      | 1.505      | 1.602      | 2.279      | 2.288      | 2.805      | 2.502      | 2.626      | 2.785      | 2.933      | 2.711      | 2.729      | 2.860      | 2.469   |

وفقا لنيلسن كوريا، قد حقق المسلسل رقماً قياسياً في نسب المشاهدة، حيث حققت الحلقة الخامسة متوسط تقييم بنسبة 14.9% بحوالي من 2.8 مليون مشاهد. ليصبح انجح مسلسل قصير للعام بجانب البلوز خاصتنا، المحامية الاستثنائية وو يونغ.
| رقم    | تاريخ البث     | تقييمات نيلسن كوريا | تقييمات نيلسن كوريا |
| رقم    | تاريخ البث     | على الصعيد الوطني   | سيئول               |
| ------ | -------------- | ------------------- | ------------------- |
| 1      | 23 سبتمبر 2022 | 8.1%                | 8.8%                |
| 2      | 24 سبتمبر 2022 | 8.5%                | 8.8%                |
| 3      | 30 سبتمبر 2022 | 12.9%               | 13.5%               |
| 4      | 1 أكتوبر 2022  | 12.0%               | 12.6%               |
| 5      | 7 أكتوبر 2022  | 14.9%               | 15.1%               |
| 6      | 8 أكتوبر 2022  | 13.4%               | 13.6%               |
| 7      | 14 أكتوبر 2022 | 14.5%               | 14.6%               |
| 8      | 15 أكتوبر 2022 | 15.0%               | 15.6%               |
| 9      | 22 أكتوبر 2022 | 14.6%               | 15.1%               |
| 10     | 29 أكتوبر 2022 | 13.7%               | 14.1%               |
| 11     | 5 نوفمبر 2022  | 13.6%               | 14.4%               |
| 12     | 11 نوفمبر 2022 | 15.2%               | 15.8%               |
| المعدل | المعدل         | 13.0%               | 13.5%               |

## الإنتاج

### صناعة
المسلسل من تخطيط وإنتاج قسم الدراما SBS المعروف بـ استوديو إس، ومن كتابة تشوي تشانغ هوان وتشوي سو جين الذين كتبوا مسلسلات مثل المهتم البريء (2017)، جراحو القلب (2018)، كما كتبت تشوي سو جين مسلسل قناص المدينة (2011).
في الاصل، كانت من المخطط استمرار المسلسل إلى 14 حلقة، لكن في 21 من أكتوبر أعلن عن ان المسلسل سينتهي بمجموع 12 حلقة.

### طاقم
في 12 مايو 2022، كشفت إس بي إس رسمياً عن تشكيلة الطاقم: نام جونج مين، كيم جي اون، تشوي داي-هون، لي ديوك-هوا، بارك جين وو.
يجمع المسلسل بين نام جونغ مين وكيم جي اون مرة أخرى، اللذان سبق لهما التمثيل معا في مسلسل شمس سوداء لعام 2021. كذلك يجمع بين نام ولي تشونغ آه مرة أخرى، اللذان سبق لهما التمثيل معا في مسلسل إيقاظ لعام 2020.

### الإصدار
في 11 أغسطس 2022، تم إصدار صور قراءة الأولى للسيناريو بجانب الإعلان عن تاريخ العرض. ومن المقرر عرض المسلسل في سبتمبر ليومي الجمعة والسبت كمتابعة لمسلسل ويبتون اليوم. في 23 أغسطس 2022، اصدرت اس بي اس عرض تشويقي واعلنت عن تاريخ العرض الاول، سيتم عرض المسلسل في 23 سبتمبر 2022.

## روابط خارجية
- الموقع الرسمي
- محامي الف وون على موقع IMDb (الإنجليزية)
- محامي الف وون على موقع ليتربوكسد (الإنجليزية)
- محامي الف وون على موقع قاعدة بيانات الفيلم (الإنجليزية)
- محامي الف وون على هانسينما